# Dani Daniels

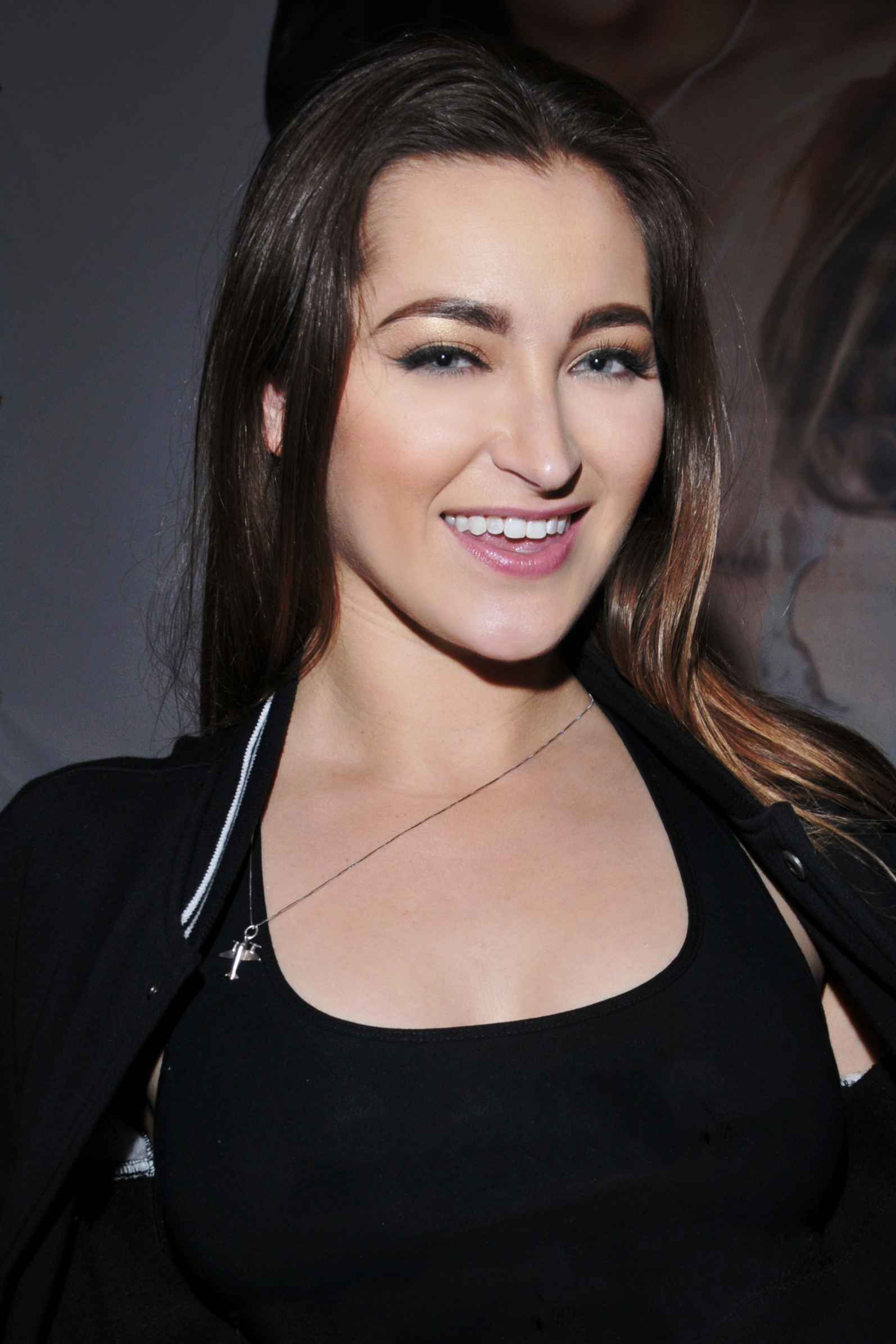
Dani Daniels bei der AVN Adult Entertainment Expo 2016

Dani Daniels (* 23. September 1989 in Orange County, Kalifornien) ist eine US-amerikanische Pornodarstellerin und -regisseurin tschechischer, deutscher und englischer Herkunft.

## Leben
Vor ihrer Pornokarriere arbeitete Daniels als Stripperin, um ihre Schulden von der Kunstschule zurückzuzahlen. Sie startete 2011 in der Pornobranche und wurde von der Agentur OC Modelling unter Vertrag genommen. Ihre erste Szene drehte sie für Reality Kings. Dann drehte sie Filme für Brazzers, Digital Playground, Elegant Angel, Evil Angel, Girlfriends Films, Jules Jordan Video, Kink.com, Vivid Entertainment, Wicked Pictures und Zero Tolerance Entertainment. Sie hat zudem Regie bei Filmen von Penthouse und Filly Films geführt.
Daniels war „Twistys Treat of the Month“ im Juli 2011, „Penthouse Pet of the Month“ im Januar 2012 und Elegant Angel's „Girl of the Month“ für März 2014.

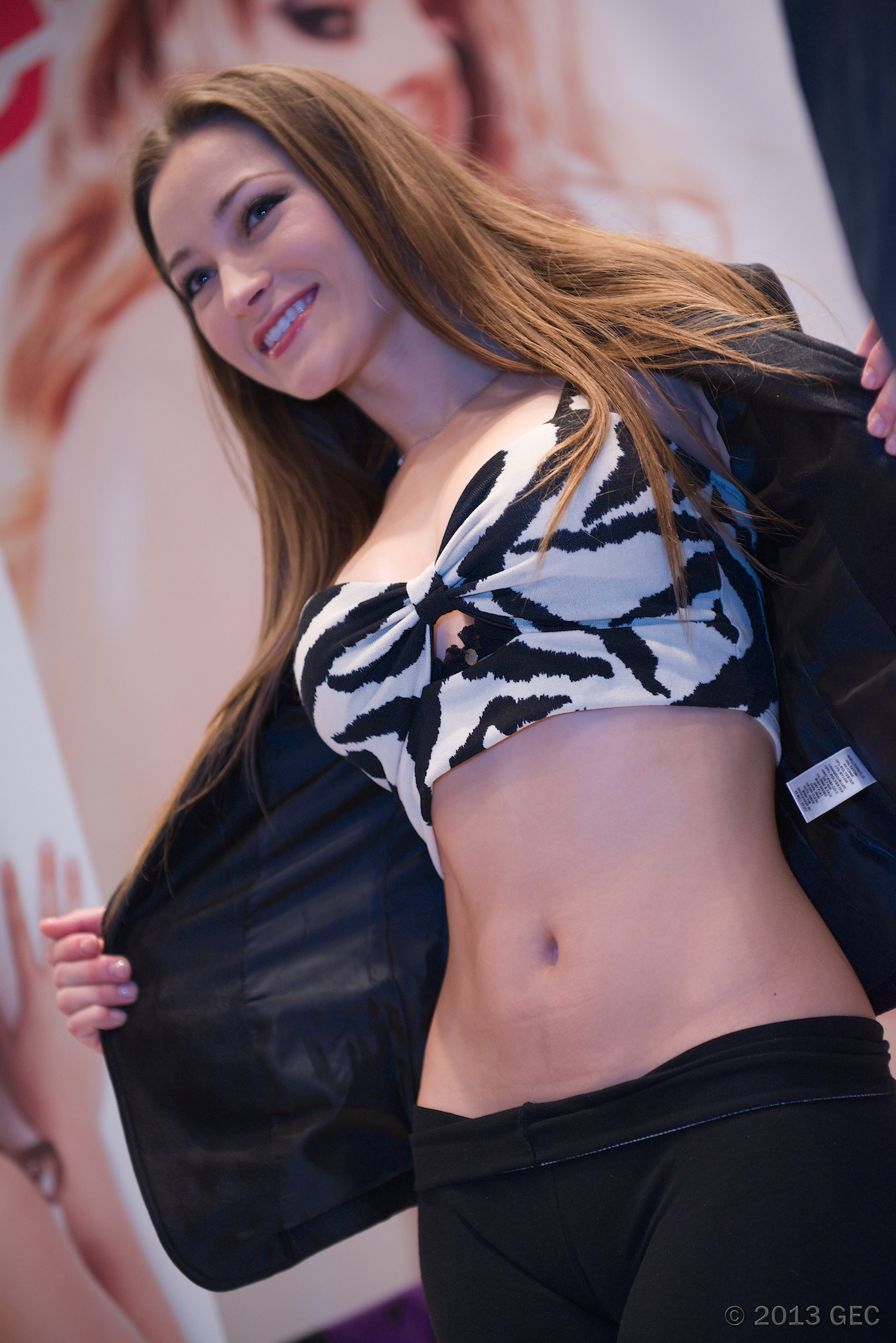
Dani Daniels bei der AVN Adult Entertainment Expo 2013

2014 wurde Daniels auf CNBC's Liste „The Dirty Dozen: Porn's Most Popular Stars“ geführt. Später besetzte Brazzers sie für die Hauptrolle der fünfteiligen Serie The Whore of Wall Street, einer Porno-Parodie des Films The Wolf of Wall Street. Im Jahr 2015 spielte sie die weibliche Hauptrolle in der Parodie Kill Bill – A XXX Parody.

## Auszeichnungen
- 2013: AVN Award für Best Girl/Girl Sex Scene (mit Sinn Sage)
- 2014: XBIZ Award als Best Actress – All-Girl Release (in The Vampire Mistress)
- 2015: AVN Award als Social Media Star (Fan Award)[6]
- 2015: AVN Award für Best All-Girl Group Sex Scene in Anikka 2 (mit Anikka Albrite und Karlie Montana)[6]
- 2015: AVN Award für Best Solo/Tease Performance in Anikka 2 (mit Anikka Albrite und Karlie Montana)[6]
- 2015: AVN Award für Best Three-Way Sex Scene in Dani Daniels Deeper (mit Anikka Albrite und Rob Piper)
- 2016: XBIZ Award als Female Performer of the Year
- 2016: XBIZ Award für Best Sex Scene — Vignette Release in Let’s play Doctor (mit Luna Star und Johnny Sins)
- 2017: XBIZ Award als Crossover Star of the Year
- 2018: PornHub Awards für Best Premium Snapchat
- 2019: XBIZ Cam Award für Industry Crossover Star

## Filmografie (Auswahl)
Die Internet Adult Film Database listet bis heute (Stand: Februar 2023) 913 Filme, in denen Dani Daniels mitgespielt hat. Außerdem wird sie in 8 Filmen als Director geführt.
- 2012: Dani Daniels Dare
- 2012: Leave No Toes Unsucked
- 2012: My Sister's Hot Friend
- 2012: Women Seeking Women 82: Big Natural Breast Edition
- 2013: SeXXXploitation of Dani Daniels
- 2013: Dani Loves Girls
- 2013: Flesh Hunter 12
- 2013: Nylons 11
- 2013: Wanderlust
- 2013: Switch
- 2013: OMG... It's The Dirty Dancing XXX Parody
- 2013: Crave
- 2014: The Bombshells 5
- 2014: The Whore Of Wall Street (Webserie, 5 Folgen)
- 2014: Spiderman XXX 2 - An Axel Braun Parody
- 2014: Dani Daniels Deeper
- 2014: A Mother Daughter Thing
- 2014: Cream Filled Cracks 3
- 2014: Slutty and Sluttier 21
- 2014: Wet Panties
- 2015: Brazzers House (Webserie, 6 Folgen)
- 2015: Fill Me With Your Orgasm 4
- 2015: Kill Bill – A XXX Parody
- 2015: Tonight’s Girlfriend 48
- 2015–2016: Women Seeking Women 118, 125
- 2015: Broken Vows
- 2015: Massive Asses 8
- 2015: Naughty Stepsisters
- 2016: Bang POV 4
- 2016: Beauty And The Beast XXX: An Erotic Fairy Tale Parody
- 2016: Dani Daniels Gets a Creampie
- 2016: Dirty Daniels
- 2016: Getting Dirty
- 2016: Prison Girls
- 2016: Sporty Girls 4
- 2017: Butt Vs. Slut Vs. Tit Vs. Squirt
- 2017: Dani Daniels Rough Passionate Hotel Sex
- 2017: Whores At Home
- 2018: OMG! You Came In Me
- 2018: Naughty Office 55
- 2019: Pussy Lust 7
- 2019: Horny Housewives 5
- 2020: Total Internal Cumbustion
- 2021: Everyone Loves Dani Daniels
- 2021: Fuck Me Like You Hate Me
- 2022: Dani Daniels: Soaking Wet and Satisfied